# Savines-le-Lac
Savines-le-Lac is een Franse gemeente in het departement Hautes-Alpes (regio Provence-Alpes-Côte d'Azur). De gemeente telde op 1 januari 2022 1.109 inwoners en maakt deel uit van het arrondissement Gap.

## Geschiedenis
Het dorp Savines kende in zijn geschiedenis drie locaties. Het dorp lag aanvankelijk ten noorden van de rivier de Durance, ter hoogte van het huidig gehucht La Paroisse, aan het bergriviertje de Réallon. Ten tijde van de Franse Revolutie werd het dorp verlaten na verwoestingen door de Réallon. Er zijn nog ruïnes te zien van het voormalige kasteel van de graven van Savines en van de eerste parochiekerk.
Een nieuw dorp ontstond rond 1825 op de linkeroever van de Durance. Op het eind van de jaren 50 ontstond door de bouw van een stuwdam het meer van Serre-Ponçon. Het dorp met 976 inwoners (1954) moest plaatsmaken voor het stuwmeer. Ook de Église Saint-Florent uit 1834 werd in 1961 gesloopt en het kerkhof werd geruimd. Enkel de hoger gelegen kapel Saint-Michel bleef bespaard; deze ligt sindsdien op een eiland in het stuwmeer.
Een nieuw dorp werd iets hogerop gebouwd, ook op de linkeroever van het meer. Dit werd ontworpen door architect Achille de Panaskhet, die eerder had ingestaan voor de heropbouw van het tijdens de Tweede Wereldoorlog vernielde dorp Cervières. Hij ontwierp publieke gebouwen, de kerk Saint-Florent (ingewijd in 1962), een brug over het meer en private woningen in een eenvormige, moderne stijl. De bouw duurde tien jaar. De gemeente Savines werd eind 1961 hernoemd in Savines-le-Lac. De brug, kerk en enkele administratieve gebouwen werden beschermd als Patrimonium van de XXe eeuw. 

## Geografie
De gemeente ligt aan de oevers van het meer van Serre-Ponçon, een stuwmeer op de Durance. Het grondgebied van de gemeente bevindt zich op beide oevers van het meer. De oppervlakte van Savines-le-Lac bedroeg op 1 januari 2022 25,13 vierkante kilometer; de bevolkingsdichtheid was toen 44,1 inwoners per km².
De onderstaande kaart toont de ligging van Savines-le-Lac met de belangrijkste infrastructuur en aangrenzende gemeenten.

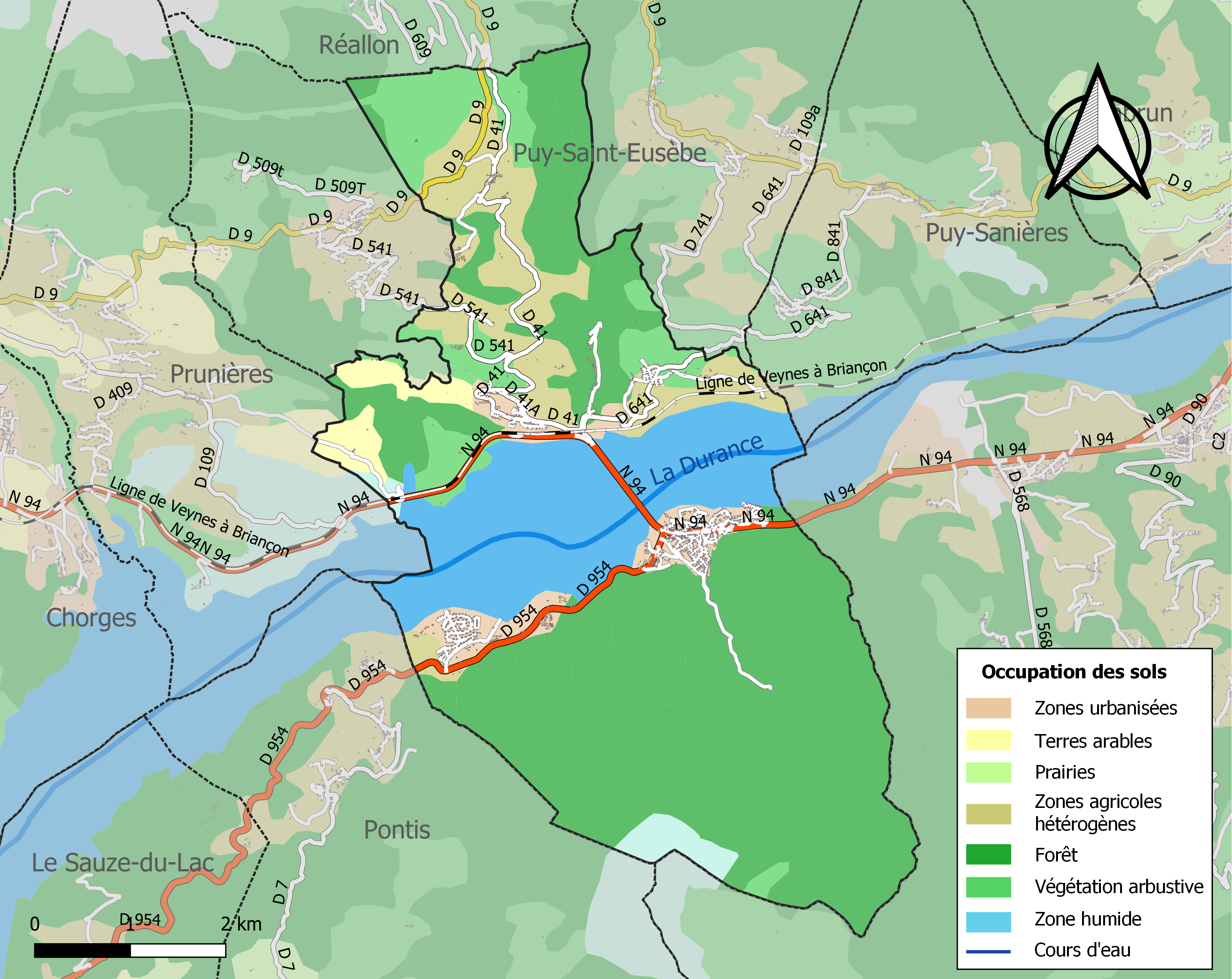

## Demografie
Onderstaande figuur toont het verloop van het inwonertal (bron: INSEE-tellingen).
Vanwege een beveiligingsprobleem met de MediaWiki Graph-software is het momenteel niet mogelijk deze grafiek weer te geven. Zodra de software is bijgewerkt zal de grafiek vanzelf weer zichtbaar worden.